# Klotten
Klotten (oficialmente Clotten até 6 de dezembro de 1935) é um município da Alemanha localizado no distrito (Kreis ou Landkreis) de Cochem-Zell, na associação municipal de Verbandsgemeinde Cochem, no estado da Renânia-Palatinado. Está situada às margens do rio Mosela.

## Geografia
O vilarejo vinícola de Klotten fica no rio Mosela e é cercado por encostas íngremes de ardósia. Os locais dos vinhedos são Burg Coraidelstein, Brauneberg e Rosenberg.

## História
O nome de lugar mais antigo “Monte Clothariensis” (doações a São Willibrord em 698) é confirmado pelo Liber Aureus Epternacensis do mosteiro de Echternach. Em 814, o imperador Luís, o Piedoso, confirma uma capela e os dízimos em “Clodena” para a Abadia de Stablo/Stavelot(Regesta Imperii I, 545, a escritura original de doação de Childerich foi perdida, a escritura de confirmação é uma cópia do século XV). Encontramos menção a ele em um documento em um diploma do rei Arnulf, que em 888, em Frankfurt am Main, confirmou uma propriedade com dízimo em “Cloduna” para a Abadia de Santa Maria em Aachen (MGH DArn nº 031). Klotten ainda aparece entre as posses dessa Marienstift de Aachen em 1191
A rainha polonesa Richeza, filha do conde palatino Ezzo e neta do imperador Otto II, provavelmente ficou em Klotten com seus três filhos de 1040 a 1049. Ela mandou construir uma capela (Igreja de São Nicolau) e uma torre residencial em Klotten, que era conectada à capela por uma ponte. Após sua morte, em 21 de março de 1063, ela legou toda a sua propriedade à Abadia Beneditina de Brauweiler, perto de Colônia. Seu sarcófago está agora na Catedral de Colônia, à esquerda, atrás do altar-mor, o Santuário da Epifania.
A soberania de Kurtrier terminou com a ocupação da margem esquerda do Reno pelas tropas revolucionárias francesas em 1794/96. Até 1814, Klotten pertencia à Mairie Pommern, no Cantão de Cochem. Em 1815, a região foi atribuída ao Reino da Prússia no Congresso de Viena. Desde 1946, a cidade faz parte do então recém-formado estado da Renânia-Palatinado.

## Política
Conselho municipal
O conselho municipal de Klotten é composto por 16 conselheiros, que foram eleitos nas eleições locais de 26 de maio de 2019 em um sistema de representação proporcional personalizado, e o prefeito local honorário como presidente.
Uli Oster tornou-se o prefeito local de Klotten em 27 de julho de 2023. Como nenhuma candidatura válida foi apresentada para uma eleição direta agendada para 18 de junho de 2023, a nova eleição do prefeito foi responsabilidade do conselho de acordo com o código municipal. O conselho votou unanimemente a favor do vereador anterior Uli Oster. O antecessor de Oster, Holger Becker, assumiu o cargo em 21 de junho de 2019. Na eleição direta de 26 de maio de 2019, ele foi eleito para um mandato de cinco anos com 81,90% dos votos. No entanto, Holger Becker renunciou prematuramente ao seu cargo honorário em 1º de março de 2023, tornando necessária uma nova eleição. O antecessor de Becker, Dieter Lürtzener, ocupou o cargo de 2014 a 2019.

## Atrações Turísticas
O Castelo de Coraidelstein está localizado no topo de uma colina acima de Klotten. O parque de vida selvagem e lazer de Klotten está localizado nas proximidades, nas alturas do Mosela. Vale a pena visitar a capela Seitskapelle no Moselhöhenweg e a reserva natural Dortebachtal.
Desde 2002, a igreja paroquial de St Maximinus, de estilo gótico tardio, abriga uma relíquia da rainha polonesa Richeza.

## Literatura
- Alfons Friderichs: Auf den Spuren der Polenkönigin Richeza in Klotten. In: Begegnung mit Polen, Düsseldorf 1968, 9/12.
- Alfons Friderichs, Karl Josef Gilles: Klotten und Burg Coraidelstein. In: Rheinische Kunststätten, Heft 8, 1969, veränderte Auflage, Heft 120, 1980.
- Alfons Friderichs: Klotten und seine Geschichte. In: Schriftreihe der Ortchroniken des Trierer Landes, Bd. 29, Briedel 1997.
- Alfons Friderichs: Wappenbuch des Kreises Cochem-Zell, Darmstadt 2001, Ortsgemeinde Klotten 50/1.
- Alfons Friderichs: Persönlichkeiten des Kreises Cochem-Zell, Trier 2004, „von Clotten“ 71/76.
- Alfons Friderichs: Urkundenbuch des Kreises Cochem-Zell, Trier 2008, Klotten 237/73.
- Alfons Friderichs: Ritter u. Adelsgeschlechter im Kreis Cochem-Zell, Plaidt 2016.
- Alfons Friderichs: Sagen, Legenden und Geschichten im Kreis Cochem-Zell, Weißenturm 2017.